# 抚州市连环爆炸案
抚州市连环爆炸案发生于2011年5月26日。当天上午，位于江西省抚州市市内的三处政府办公地遭到炸弹爆炸袭击。三起爆炸事件的攻击目标分别为抚州市检察院、临川区政府大楼和及临川区药监局大楼。有报道称抚州爆炸案嫌疑人疑为新浪微博用户钱明奇，已死亡。

## 作案人
钱明奇（1959年—2011年5月26日），江西省抚州市临川区居民，生于北京。
文革初随母亲从北京回到江西省抚州市临川区章家村，读了三四年书，便辍学当学徒做篾匠。后开过小饭店，跑过大货车，在爆炸案发生前则经营着冰棺租赁生意。
1995年，他面临第一次拆迁，当时拆除他房子后，在抚州市一个叫苗圃的地方给了他两间商铺，錢明奇在两间商铺上盖起5层楼並装修。小楼盖起后不久，2002年5月，江西省撫州市臨川區紀委書記習東森以修建京福高速公路為由，要求將錢明奇新建的房屋拆除。錢明奇的5层楼房子连带装修的成本约在50万元以上，而当时给出的补偿价格仅为360元左右一平米。钱明奇当时拒绝搬走，当地拆迁工作人员一度把他妻子倒拎在半空中，此后夫妻俩一直相互怄气，埋怨对方没用；妻子后来生病，眼睛发黄，但因为拆迁，延误了就医时机，之後又查出是胆病，约在2005年左右去世，这也给了钱明奇沉重打击。钱明奇又在整栋楼上贴满标语，并拒绝拆除。最后，动迁人员妥协，钱成为同一批拆遷戶中最先拿到全补偿的。当时的征地目的是造京福高速，然而这块地至2011年仍舊荒芜，这引起了钱的不满，认为自己被骗。。
据钱明奇的微博客撰文所称，其进行炸弹袭击的动机是因为现任临川区区长习东森在2002年5月修建京福高速公路时擅自降低补偿标准，克扣徵地拆迁款约计1000余万元，此举导致钱损失近200万。钱起诉到当地法院但法院终审驳回钱的诉讼请求，最终使他进行炸弹袭击。
钱明奇从2002年起上访10年未果。2011年5月25日，钱明奇在他的新浪微博上写到“呼吁只是精神安慰，行动才能解决根本！奋斗才能得到解放！”，5月26日，钱使用炸弹进行袭击了抚州市检察院、临川区政府大楼和及临川区药监局大楼。

### 家庭
其妻子已逝世多年，有两子一女，都已成家立业。

## 事件发生过程

### 抚州市检察院
2011年5月26日上午9时18分，位于抚州市的抚州市检察院停车场内发生一起汽车爆炸，一辆桑塔纳轿车被炸，检察院大楼的玻璃基本被震碎。

### 临川区行政中心
当日9时29分，临川区行政中心西楼遭受炸弹袭击发生爆炸。

### 临川区药监局大楼
当日9时45分，临川区药监局大楼旁发生一起爆炸。

## 伤亡名单
截止5月29日，死亡人数上升为3人。除了钱明奇，另两位死者为临川区行政中心的保安，分别为徐应福、何海根。

## 后续报道
2011年5月27日，抚州警方到爆炸案嫌犯钱明奇住所取证。钱明奇的房间里挂着一幅大照片，正是他的新浪微博头像。警方还在其住处发现北京的地图，地图中间夹杂着几张记录上访事情的日历。
2011年6月4日，中共官方媒体人民网报道，江西省抚州市临川区党政主要领导被免职。